# Алма-Атинский район
Алма-Атинский район — единица административного деления Алма-Атинской области, существовавшая в 1939—1957 годах. Центр — город Алма-Ата.
Алма-Атинский район был образован 16 октября 1939 года из территории, прежде административно подчинённой городу Алма-Ате. В состав района вошли сельсоветы Бель-Булакский, Бурундайский, Горно-Октябрьский, Каменский, Ленинский, Мало-Алма-Атинский и Фрунзенский.
В 1940 году из Илийского района в Алма-Атинский был передан Калининский с/с.
В 1941 году центр Алма-Атинского района был перенесён в село Тастак.
В 1944 году в Алма-Атинском районе был образован рабочий посёлок Бурундай.
В 1950 году из Ленинского с/с был выделен Аксайский и Больше-Алма-Атинский с/с.
В 1954 году Аксайский с/с был присоединён к Ленинскому, а Бурундайский с/с разделён между Ленинским и Фрунзенским с/с.
31 октября 1957 года Алма-Атинский район был упразднён. При этом Больше-Алма-Атинский, Каменский, Ленинский, Фрунзенский с/с и р. п. Бурундай были переданы в Каскеленский район, а Бель-Булакский, Горно-Октябрьский, Калининский и Мало-Алма-Атинский с/с — в Илийский район.